# (2832) Lada
(2832) Lada (1975 EC1; 1928 DF1; 1940 FB; 1952 HF3; 1969 TS4; 1971 DZ; 1979 FS1; A903 VA; A905 FB) ist ein ungefähr sechs Kilometer großer Asteroid des inneren Hauptgürtels, der am 6. März 1975 vom russischen (damals: Sowjetunion) Astronomen Nikolai Stepanowitsch Tschernych am Krim-Observatorium (Zweigstelle Nautschnyj) auf der Halbinsel Krim (IAU-Code 095) entdeckt wurde.

## Benennung
(2832) Lada wurde nach der slawischen Gottheit Lada, der Göttin der Ehe und des Familienglücks, benannt.